# Campeonato Nacional da III Divisão de Futsal
O Campeonato Nacional da III.ª Divisão de Futsal é uma competição organizada pela Federação Portuguesa de Futebol, é o terceiro escalão profissional de futsal em Portugal. Disputou-se anualmente desde a época de 1998–99 ate 2013-14,quando foi extinta para se agregar à II.ª Divisão Nacional de Futsal, tendo ressurgido depois na época de 2021-22. Entre a época de 2011/12 e 2013/14 os vencedores de todas as séries foram declarados campeões

## Campeões da III Divisão de Futsal
| Season    | Campeão                    | Campeão Série A   | Campeão Série B    | Campeão Série C | Campeão Série D    | Campeão Série Açores |
| --------- | -------------------------- | ----------------- | ------------------ | --------------- | ------------------ | -------------------- |
| 1998–99   | GD Castelo                 |                   |                    |                 |                    |                      |
| 1999–2000 | Comércio e Industria       |                   |                    |                 |                    |                      |
| 2000–01   | ARC Antas                  |                   |                    |                 |                    |                      |
| 2001–02   | Touginha                   |                   |                    |                 |                    |                      |
| 2002–03   | Pessoal CME                |                   |                    |                 |                    |                      |
| 2003–04   | Belenenses                 |                   |                    |                 |                    |                      |
| 2004–05   | Ereira                     |                   |                    |                 |                    |                      |
| 2005–06   | JD Fontainhas              |                   |                    |                 |                    |                      |
| 2006–07   | Bairro da Boa Esperança    |                   |                    |                 |                    |                      |
| 2007–08   | GDC Onze Unidos            |                   |                    |                 |                    |                      |
| 2008–09   | Piratas de Creixomil       |                   |                    |                 |                    |                      |
| 2009–10   | CPCD                       |                   |                    |                 |                    |                      |
| 2010–11   | Fabril Barreiro            |                   |                    |                 |                    |                      |
| 2011–12   |                            | Paredes           | AJAB Tabuaço       | Sp. Vila Verde  | Portela            | Matraquilhos FC      |
| 2012–13   |                            | ACDSC Cabeçudense | Unidos Pinheirense | Mendiga         | Fonsecas e Calçada | Rabo Peixe           |
| 2013–14   |                            | Ervededo          | Feirense           | Olho Marinho    | Os Indefectíveis   | Posto Santo          |
| 2021–22   | Monfortense                |                   |                    |                 |                    |                      |
| 2022–23   | AR Bairro da Boa Esperança |                   |                    |                 |                    |                      |
| 2023–24   | CF Sassoeiros              |                   |                    |                 |                    |                      |

## Palmarés
| Equipa                     | Títulos | Épocas               |
| -------------------------- | ------- | -------------------- |
| AR Bairro da Boa Esperança | 2       | 2006/07; 2022/23     |
| CF Sassoeiros              | 1       | 2023/24              |
| Monfortense                | 1       | 2021/22              |
| Posto Santo                | 1       | 2013/14 Série Açores |
| Os Indefectíveis           | 1       | 2013/14 Série D      |
| Olho Marinho               | 1       | 2013/14 Série C      |
| Feirense                   | 1       | 2013/14 Série B      |
| Ervededo                   | 1       | 2013/14 Série A      |
| Rabo Peixe                 | 1       | 2012/13 Série Açores |
| Fonsecas e Calçada         | 1       | 2012/13 Série D      |
| Mendiga                    | 1       | 2012/13 Série C      |
| Unidos Pinheirense         | 1       | 2012/13 Série B      |
| ACDSC Cabeçudense          | 1       | 2012/13 Série A      |
| Matraquilhos FC            | 1       | 2011/12 Série Açores |
| Portela                    | 1       | 2011/12 Série D      |
| Sp. Vila Verde             | 1       | 2011/12 Série C      |
| AJAB Tabuaço               | 1       | 2011/12 Série B      |
| Paredes                    | 1       | 2011/12 Série A      |
| Fabril Barreiro            | 1       | 2010/11              |
| CPCD                       | 1       | 2009/10              |
| Piratas de Creixomil       | 1       | 2008/09              |
| GDC Onze Unidos            | 1       | 2007/08              |
| JD Fontainhas              | 1       | 2005/06              |
| Ereira                     | 1       | 2004/05              |
| Belenenses                 | 1       | 2003/04              |
| Pessoal CME                | 1       | 2002/03              |
| Touginha                   | 1       | 2001/02              |
| ARC Antas                  | 1       | 2000/01              |
| Comércio e Industria       | 1       | 1999/00              |
| GD Castelo                 | 1       | 1998/99              |